# Elden C. Bailey
Elden Chandler Bailey (Buster Bailey; * 22. April 1922 in Portland/Maine; † 13. April 2004 in Sarasota) war ein US-amerikanischer Schlagwerker, der auch als Hochschullehrer tätig war.

## Leben und Wirken
Bailey hatte den ersten Unterricht als Schlagzeuger bei Howard N. Shaw, der als Vaudevillemusiker auftrat und einen Musikalienladen in Portland betrieb. Später studierte er Klarinette, Klavier und Musiktheorie bei Frank J. Rigby. Seinen ersten öffentlichen Soloauftritt hatte er zwölfjährig als Xylophonist in einer Kirche in Portland. Als Jugendlicher trat er vorrangig als Xylophonist u. a. mit dem Portland Symphony Orchestra und der Deering High School Band auf. 1941–42 studierte er bei Larry White am New England Conservatory of Music.
Während des Zweiten Weltkrieges diente Bailey als Klarinettist in der Band und als Arrangeur, Dirigent und Pianist in der Jazzband den 154th Army Ground Forces. Nach seiner Entlassung aus dem Militärdienst 1946 setzte er seine Ausbildung an der Juilliard School bei Saul Goodman und Morris Goldenberg fort. Von 1947 bis 1949 war er Mitglied der Little Orchestra Society und Paukist im Orchester der Juilliard School. 1949 holte ihn Leopold Stokowski zu den New Yorker Philharmonikern, denen er bis 1991 angehörte. Anfang der 1950er Jahre spielte er außerdem zeitweilig neben Walter Rosenberger als Perkussionist im Sauter-Finegan Orchestra Pop- und Jazzmusik.
Von 1969 bis 1991 unterrichtete Bayley an der Juilliard School. Zu seinen Schülern zählten u. a. Tom Stubbs, Glenn Paulson, Gerald Carlyss und Ben Hermann. Er veröffentlichte das Lehrbuch Mental and Manual Calisthenics for the Modern Mallet Player und eine Sammlung von Studienstücken für Trommler, die als Wrist Twisters bekannt ist.